# Jikiken
Jikiken  ou EXOS-B est un satellite scientifique japonais  développé par l'ISAS et lancé le 16 septembre 1978 par le lanceur Mu-3H # 3 depuis la base de lancement d'Uchinoura. Les objectifs scientifiques du satellite sont l'étude de la haute magnétosphère et de la plasmasphère, c'est-à-dire dans une zone s'étendant de 60 000  à   70 000 km. La mission du satellite est également une contribution à l’Étude Internationale de la magnétosphère (IMS) conduite entre 1976 et 1979.  Le satellite est placé sur une orbite très elliptique de 220 × 30 100 km parcourue en 524 minutes. Le satellite recueille des données jusqu'en 1985.

## Caractéristiques techniques
Le satellite d'une masse de 90 kg a la forme d'un polygone haut de 75 centimètres et d'une largeur maximale de 75 cm recouvert de cellules photovoltaïques. Deux paires d'antennes sont attachées au corps du satellite. Le satellite embarque deux instruments scientifiques : un système de mesure de l'énergie des particules et un instrument mesurant le rayonnement des électrons.

## Déroulement de la mission et résultats scientifiques
Le déploiement des antennes ne peut être entièrement réalisé à cause de plusieurs problèmes dont l'augmentation de la température du circuit de contrôle. Le recueil de données commence néanmoins un mois après le lancement. Le satellite recueille des données sur les mécanismes générant l'onde radio kilométrique et la formation de la « pause » du plasma. Le satellite est utilisé pour obtenir une représentation des interactions entre ondes et particules dans la magnétosphère. 